# パルブアルブミン
パルブアルブミン(Parvalbumin)は、カルシウム結合性の低分子量のアルブミンである。
3つのEFハンドを持ち、構造的にはカルモジュリンやトロポニンCに近い。パルブアルブミンは速収縮筋に最も多く含まれ、脳や内分泌器にも含まれる。
パルブアルブミンは小型で安定なタンパク質で、EFハンド型のカルシウム結合部位を持ち、カルシウムシグナルに関与する。ドメインAB、CD、EFの3つに分かれ、それぞれがヘリックス-ループ-ヘリックスのモチーフを持っている。ABドメインは2つのループ領域にアミノ酸欠損を持ち、CDドメインとEFドメインはそれぞれN末端とC末端を含んでいる。パルブアルブミンのようなカルシウム結合タンパク質は、細胞周期調整やセカンドメッセンジャーの生産、筋肉収縮、微小管の形成等、多くの生理的過程において役割を果たす。また、アルツハイマー病や神経疾患、加齢による認知障害やある種の癌等、様々な病気にも関わっている。
パルブアルブミンは、神経系のGABA駆動性介在ニューロンに存在し、皮質のシャンデリア細胞や籠細胞では独占的に発現する。小脳ではプルキンエ細胞や分子層介在ニューロンで発現する。海馬では、対象とする錐体細胞のドメインごとに細分されている。脳波の中で、ガンマ波を発生させるとも考えられている。
サル目の背外側前頭前皮質では、GABA細胞の約25%がパルブアルブミンを発現する介在ニューロンである。他のカルシウム結合タンパク質は、カルレチニン（背外側前頭前皮質では50%）やカルビンディンである。介在ニューロン自体も発現する神経ペプチド（ソマトスタチン、ニューロペプチドY、コレシストキニン）によって分類される。

## 病気への関与
統合失調症患者のGABA駆動性介在ニューロンでは、パルブアルブミンとGAD67の発現量が減少しているのが発見されている。またパルブアルブミンは魚アレルギーのアレルゲンとして同定されている。